# Chibchanomys orcesi
Chibchanomys orcesi là một loài động vật có vú trong họ Cricetidae, bộ Gặm nhấm. Loài này được Jenkins & Barnett miêu tả năm 1997.